# Ixtab Mons
L'Ixtab Mons è una struttura geologica della superficie di Venere.